# 2008年热带风暴克里斯托瓦尔
热带风暴克里斯托瓦尔（英語：Tropical Storm Cristobal）是2008年大西洋飓风季第3场获得命名的风暴，源于7月19日美国东南部近海的低压槽。由于外界环境倾向有利，系统于当天下午达到热带风暴的最低标准。气旋始终位于海上，于7月21日从北卡罗莱纳州哈特拉斯角以东经过时达到风力时速100公里的最高强度。克里斯托瓦尔加速向东北方向沿美国东岸平行移动，于7月23日在新斯科舍附近转变成温带气旋。
由于强度较小，并且没有登陆，风暴产生的影响仅限于部分地区的中等程度降水。北卡罗莱纳州威尔明顿降下87毫米雨量，引发轻度洪灾。此外，克里斯托瓦尔的温带残留还在新斯科舍产生降雨，导致部分街道和地下室被淹。

## 气象历史
2008年7月14日，一条延伸到佛罗里达州北部上空并逐渐减弱的地表低压槽在该州各地上空产生雷暴。7月15日，塔拉赫西附近有弱低气压区形成，这片低气压区还向东南移动进入墨西哥湾。7月16日晚，系统从坦帕附近的陆地上空穿过，气象机构预计系统会因与陆地相互作用而无法得到发展，但到了7月17日晚，低气压区关联的对流已有增长，系统组织结构迅速改善。7月18日晚，美国国家飓风中心宣布有热带低气压正在形成，其对流逐渐围绕环流集中，于协调世界时7月19日凌晨3点在南卡罗莱纳州查尔斯顿东南方向约105公里海域归类为2008年大西洋飓风季的第三号热带低气压。
受东南和西北方向的高压脊影响，低气压缓慢朝东北方向移动，并因上层大气环境略趋有利而在7月19日下午达到热带风暴强度的最低标准。气旋起初组织结构较为混乱，深层对流也很少，中到上层大气中干燥的空气也令系统无法立即强化。但到了7月20日晚，雷暴活动已有增长。克里斯托瓦尔从南、北卡罗莱纳州近海掠过，在此期间强度一直偏弱，也始终没有登陆。7月21日，风暴在从哈特拉斯角（Cape Hatteras）以东洋面经过时达到最高强度，成为强烈热带风暴，并因墨西哥湾暖流的温暖水温而得以保持强度，环流南部上空的对流有所增强。7月21至22日，气旋行经海域水温逐渐降低，在此期间也开始加速向东北偏东方向前进。7月22日下午，克里斯托瓦尔开始在新斯科舍以南洋面减弱，当晚的卫星图像显示中层中心已经同下层中心分离。气旋的云层格局变得杂乱无章，风暴于7月23日完全转变成温带气旋。美国国家飓风中心于7月23日上午9点发布针对系统的最后一份公告。

## 防灾措施

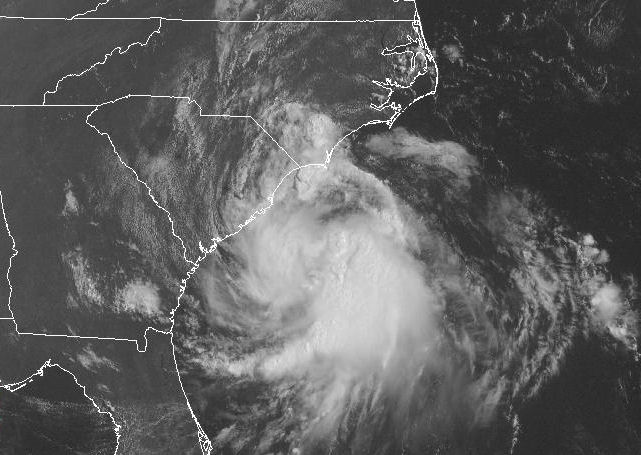
即将升级成热带风暴的第三号热带低气压

面对风暴的威胁，南卡罗莱纳州南桑蒂河（South Santee River）到北卡罗莱纳州和弗吉尼亚州边界之间的沿海地区接获热带风暴警告。7月20日，气旋远离陆地，警告相应中止。北卡罗莱纳州部分地区收到洪水警报。美国国家气象局预计克里斯托瓦尔可能会产生大浪和离岸流，建议人们不要下水游泳。此外，加拿大环境部还向新斯科舍多地发布降雨警报。

## 影响
克里斯托瓦尔的前身令佛罗里达州普降小到中雨。威尔士湖测得150毫米雨量，其中大部分都是在两小时内降下。突如其来的暴雨令排水渠阻塞，部分街道洪水泛滥。淹没的街道上有40辆车进水，有些还被0.6米深的水淹没。洪灾对佛罗里达州造成的损失数额估计为1万美元。气旋在乔治亚州产生88毫米雨量，南卡罗莱纳州也有66毫米。
7月20日，克里斯托瓦尔从北卡罗莱纳州以东掠过，引起轻度破坏。海岸沿线水位比正常水平要高0.3米，还出现强烈的潮汐。当地平均降雨量在13到38毫米之间，但经气象雷达数据估算，也有局部地区降雨量超过100毫米。威尔明顿降下87毫米雨量，引发轻度洪灾。风暴大部分覆盖范围仍在开放海域，所以沿海地区风速约为每小时40公里。
克里斯托瓦尔的中心距加拿大海洋省份还有超过1天路程时，气旋前方的湿气经一片几乎保持静止的锋面天气系统加强，在新斯科舍产生暴雨。巴卡罗角（Baccaro Point）测得多达224毫米雨量，哈利法克斯附近的桑布罗（Sambro）也有145毫米。降雨致使沙布尔角地区部分地下室和街道被淹。康涅狄克州一名水手的船在波涛汹涌的海上失事，他最终在哈利法克斯东南方向约250公里海域获救。风暴产生的最强风力一直位于海上，有浮标测得时速达93公里的阵风。